# Erilepis zonifer
Erilepis zonifer är en fiskart som först beskrevs av Lockington, 1880.  Erilepis zonifer ingår i släktet Erilepis och familjen Anoplopomatidae. Inga underarter finns listade i Catalogue of Life.